# Beate Sauer
Beate Sauer (* 1966 in Aschaffenburg) ist eine deutsche Journalistin und Schriftstellerin. Sie wurde vor allem bekannt durch ihre historischen Romane. Unter den Pseudonymen Bea Rauenthal und Paula Bach veröffentlicht sie außerdem Kriminalromane.

## Leben und Werk
Bereits in ihrer Kindheit wollte Beate Sauer Schriftstellerin werden. Nach dem Abitur studierte sie aber zunächst Philosophie und katholische Theologie, arbeitete parallel zum Studium bereits als freie Mitarbeiterin für diverse Zeitungen und absolvierte nach ihrem Studienabschluss eine journalistische Ausbildung.
1999 erschien im Grafit Verlag ihr Romandebüt Der Heilige in deiner Mitte, das bereits vor der Veröffentlichung beim 10. Nordrhein-Westfälischen Autorentreffen 1997 mit dem 1. Preis in der Sparte Kriminalroman ausgezeichnet wurde. Ihr erster historischer Kriminalroman Die Buchmalerin, den sie 2005 publizierte, wurde 2006 für den Friedrich-Glauser-Preis nominiert und konnte sich auf Anhieb auf der Bestsellerliste platzieren. Seitdem veröffentlichte Beate Sauer weitere historische Romane und Kriminalromane, die überwiegend im Mittelalter angesiedelt sind. 2015 wurde sie für Die Wächterin der Krone mit dem Silbernen Homer in der Kategorie Beziehung & Gesellschaft ausgezeichnet.
Im Januar 2018 erschien mit Echo der Toten der erste Band der Friederike-Matthée-Reihe, einer historischen Kriminalromanreihe, die in der deutschen Nachkriegszeit spielt. In den Jahren 2023/2024 folgte mit der Trilogie Die Fernsehschwestern eine weitere Roman-Reihe.
Unter dem Pseudonym Bea Rauenthal schrieb sie außerdem eine Krimi-Trilogie um die beiden zeitreisenden Kommissare Jäger und Weber, die im List Verlag erschienen ist.
Beate Sauer lebt und arbeitet als freie Schriftstellerin in Köln.

## Werke

### Historische Romane
- Der Heilige in deiner Mitte, Grafit Verlag, Dortmund 1999, ISBN 978-3-89425-220-5.
- Die Buchmalerin, Grafit Verlag, Dortmund 2005, ISBN 978-3-89425-600-5.
- Der Geschmack der Tollkirsche, Grafit Verlag, Dortmund 2008, ISBN 978-3-89425-608-1.
- Der Stern der Theophanu, Goldmann Verlag, München 2009, ISBN 978-3-44246-816-4.
- Die Schwertkämpferin, Grafit Verlag, Dortmund 2010, ISBN 978-3-89425-613-5.
- Am Hofe der Löwin, Goldmann Verlag, München 2011, ISBN 978-3-44246-826-3.
- Die Rache der Heilerin, Goldmann Verlag, München 2014, ISBN 978-3-44247-932-0.
- Die Wächterin der Krone, Goldmann Verlag, München 2014, ISBN 978-3-44247-933-7.

### Friederike-Matthée-Reihe
- Echo der Toten. Ein Fall für Friederike Matthée, Ullstein Verlag, Berlin 2018, ISBN 978-3-548-28957-1.
- Der Hunger der Lebenden, Ullstein Verlag, Berlin 2019, ISBN 978-3-548-29121-5.

### Trilogie Die Fernsehschwestern
- Wunder gibt es immer wieder. Heyne Verlag, München 2023, ISBN 978-3-453-42665-8.
- Morgen ist ein neuer Tag. Heyne Verlag, München 2024, ISBN 978-3-453-42666-5.
- Glücklich sind die Mutigen. Heyne Verlag, München 2024, ISBN 978-3-453-42667-2.

### Unter dem Pseudonym Bea Rauenthal

#### Zeitreise-Trilogie
- Dreikönigsmord, List Verlag, München 2013, ISBN 978-3-54861-180-8.
- Karfreitagsmord, List Verlag, München 2014, ISBN 978-3-84370-463-2.
- Fronleichnamsmord, List Verlag, München 2014, ISBN 978-3-54861-184-6.

### Unter dem Pseudonym Paula Bach
- Goldjunge, Ullstein Verlag, Berlin 2020, ISBN 978-3-54828-888-8.